# Pădurea Iacobeni
Pădurea Iacobeni, falu Romániában, Erdélyben, Kolozs megyében.

## Fekvése
Magyarfráta közelében fekvő település.

## Története
Pădurea Iacobeni korábban Magyarfráta része volt. 1956-ban vált külön településsé 387 lakossal.
A 2002-es népszámláláskor 40 lakost számoltak össze itt.